# Barátok közt (3. évad)
A Barátok közt 3. évadát (2000. augusztus 28. – 2001. július 27.) 2000-ben kezdte sugározni az RTL Klub.

## Az évad szereplői

### Főszereplők
- Balassa Imre (Kinizsi Ottó)
- Berényi András (R. Kárpáti Péter)
- Berényi Ákos (Somorjai Tibor) (2001. júniusig, meghalt)
- Berényi Claudia (Ábrahám Edit)
- Berényi Dani (Váradi Zsolt)
- Berényi Kata (Juga Veronika)
- Berényi Miklós (Szőke Zoltán)
- Berényi Zsuzsa (Csomor Csilla)
- Dr. Balogh Nóra (Varga Izabella)
- Hoffer Eszter (Konta Barbara)
- Hoffer József (Körtvélyessy Zsolt)
- Hoffer Mihály (Halász Gábor)
- Kertész Géza (Németh Kristóf) (2001. januárig, áprilistól)
- Kertész Magdi (Fodor Zsóka)
- Kertész Mónika (Farkasházi Réka)
- Kertész Vilmos (Várkonyi András)
- Mátyás Tilda (Erdélyi Tímea) (2001. januártól)
- Novák Éva (Csapó Virág)
- Novák László (Tihanyi-Tóth Csaba)

### További szereplők
- Bartha Zsolt (Rékasi Károly) (2001. februárig, letartóztatták, börtönbe került)
- Csurgó István (Kiss Zoltán) (2001. januárig, vidékre költözött)
- Marosi Krisztina (Ullmann Mónika) (2000. októberig, elköltözött a házból)
- Pintér Balázs (Nikolényi Gergely)
- Szabó Csilla (Timkó Eszter) (2000. decembertől)
- Török Fanni (Varga Klári)
- Berényi András Zoltán (Bandi) (Mile Tamás Zoltán)
- Sági Rita (Fésűs Nelly)
- Bertók Veronika (Kocsis Judit)
- Bertók Lilla (Horváth Júlia)
- Balassa Lajos (Varga Zoltán) (2000. október-november)
- Szénási Judit (Fekete Gizi)
- Dr. Fenyvessy Sándor (Oberfrank Pál) (2001. áprilistól)
- Kozák Luca (Fényes Erika) (2000. októberig)
- Erdős Attila (Kónya Lajos)
- Dobi Juli (Nyertes Zsuzsa)
- Szakács Ádám (Borbély András)
- Csatári János (Jakab Csaba)
- Mátyás Ildikó (Janza Kata)
- Novák Csaba (Kővári Tamás) (2001. júliustól)